# Llista de Béns Culturals d'Interès Nacional de la Conca de Barberà
Llista de Béns Culturals d'Interès Nacional de la Conca de Barberà inscrits en el Registre de Béns Culturals d'Interès Nacional (BCIN) del Departament de Cultura de la Generalitat de Catalunya per a la comarca de la Conca de Barberà. Inclou els béns immobles més rellevants del patrimoni cultural que tenen la categoria de protecció de major rang com a unitat singular, conjunt, espai o zona amb valors culturals, històrics o tècnics.
L'any 2017, la Conca de Barberà comptava amb 68 béns culturals d'interès nacional classificats en 51 monuments històrics, 3 conjunts històrics i 14 zones arqueològiques. Entre els monuments històrics, el Monestir de Santa Maria de Poblet està declarat Patrimoni de la Humanitat per la UNESCO. A continuació es mostren les últimes dades disponibles ordenades per municipis.

## Patrimoni arquitectònic
| Monument                                                                                       | Protecció         | Estil/època                                                                         | Localització                                                        | Coordenades                                          | Codi?         | Imatge |
| ---------------------------------------------------------------------------------------------- | ----------------- | ----------------------------------------------------------------------------------- | ------------------------------------------------------------------- | ---------------------------------------------------- | ------------- | --- |
| Castell de Barberà                                                                             | BCIN 509-MH       | Romànic XI-XVIII                                                                    | Barberà de la Conca                                                 | 41° 24′ 41″ N, 1° 13′ 38″ E / 41.411453°N,1.227182°E | RI-51-0006583 | Castell de Barberà (Barberà de la Conca) · Vegeu més fotos d'aquest monument · Carregueu una nova foto d'aquest monument                       |
| Torre d'Ambigats                                                                               | BCIN 510-MH       | Romànic XI                                                                          | Barberà de la Conca Camí de Barberà a Prenafeta, partida d'Embigats | 41° 23′ 33″ N, 1° 14′ 02″ E / 41.392459°N,1.233784°E | RI-51-0006584 | Torre d'Ambigats (Barberà de la Conca) · Vegeu més fotos d'aquest monument · Carregueu una nova foto d'aquest monument                         |
| Celler Cooperatiu, o Celler de Dalt, Sindicat dels Rics                                        | BCIN 1952-MH      | Modernisme Cèsar Martinell i Brunet XX (1921)                                       | Barberà de la Conca C. del Comerç, 20                               | 41° 24′ 36″ N, 1° 13′ 39″ E / 41.409997°N,1.227430°E | RI-51-0010771 | Celler Cooperatiu (Barberà de la Conca) · Vegeu més fotos d'aquest monument · Carregueu una nova foto d'aquest monument                        |
| Església de Sant Pere de Sabella                                                               | BCIN 103-MH       | Romànic XII-XIII, XIV                                                               | Conesa Savella                                                      | 41° 31′ 02″ N, 1° 14′ 49″ E / 41.517232°N,1.247031°E | RI-51-0005020 | Església de Sant Pere de Sabella (Conesa) · Vegeu més fotos d'aquest monument · Carregueu una nova foto d'aquest monument                      |
| Castell de Conesa, o Cal Gallard, Casa Delmera                                                 | BCIN 698-MH       | XVI                                                                                 | Conesa Pl. Major, 8                                                 | 41° 31′ 06″ N, 1° 17′ 29″ E / 41.518441°N,1.291484°E | RI-51-0006615 | Castell de Conesa · Vegeu més fotos d'aquest monument · Carregueu una nova foto d'aquest monument                                              |
| Recinte murat de Conesa                                                                        | BCIN 699-MH       | Obra popular XIV                                                                    | Conesa C. de la Muralla                                             | 41° 31′ 10″ N, 1° 17′ 31″ E / 41.519488°N,1.291880°E | RI-51-0006616 | Recinte murat (Conesa) · Vegeu més fotos d'aquest monument · Carregueu una nova foto d'aquest monument                                         |
| Nucli històric de Conesa                                                                       | BCIN 4154-CH-EN   | Gòtic, obra popular Medieval-XXI                                                    | Conesa C. de Dalt                                                   | 41° 31′ 09″ N, 1° 17′ 30″ E / 41.519212°N,1.291528°E | IPA-12663     | Conesa · Vegeu més fotos d'aquest monument · Carregueu una nova foto d'aquest monument                                                         |
| Creu de terme del Portal Reial, creu de terme de Conesa II                                     | BCIN 4381-MH      | Gòtic XIV-XV                                                                        | Conesa Camí de Forés                                                | 41° 31′ 06″ N, 1° 17′ 28″ E / 41.518197°N,1.291134°E | IPA-12673     | Creu de terme del Portal Reial (Conesa) · Vegeu més fotos d'aquest monument · Carregueu una nova foto d'aquest monument                        |
| Església Vella de Sant Miquel                                                                  | BCIN 117-MH       | Gòtic XIII-XIV                                                                      | L'Espluga de Francolí Pl. de l'Església                             | 41° 23′ 48″ N, 1° 06′ 12″ E / 41.396712°N,1.103376°E | RI-51-0000250 | Església Vella de Sant Miquel (l'Espluga de Francolí) · Vegeu més fotos d'aquest monument · Carregueu una nova foto d'aquest monument          |
| Castell de l'Espluga                                                                           | BCIN 824-MH       | Obra popular Medieval                                                               | L'Espluga de Francolí C. Ametllers                                  | 41° 23′ 51″ N, 1° 06′ 19″ E / 41.397382°N,1.105223°E | RI-51-0006622 | Castell de l'Espluga (l'Espluga de Francolí) · Vegeu més fotos d'aquest monument · Carregueu una nova foto d'aquest monument                   |
| Recinte murat                                                                                  | BCIN 825-MH       | Medieval                                                                            | L'Espluga de Francolí C. Major i voltants                           | 41° 23′ 49″ N, 1° 06′ 17″ E / 41.397081°N,1.104847°E | RI-51-0006623 | Carregueu una nova foto d'aquest monument |
| Celler Cooperatiu de Baix o dels Rics, o Celler del Sindicat Agrícola de l'Espluga de Francolí | BCIN 4199-MH      | Noucentisme Pere Domènech i Roura XX (1913)                                         | L'Espluga de Francolí Pg. Rendé i Ventosa, 5                        | 41° 23′ 57″ N, 1° 06′ 16″ E / 41.399170°N,1.104582°E | IPA-12711     | Celler Cooperatiu de Baix (l'Espluga de Francolí) · Vegeu més fotos d'aquest monument · Carregueu una nova foto d'aquest monument              |
| Castell de Forès                                                                               | BCIN 867-MH       | Obra popular Medieval                                                               | Forès C. del Castell                                                | 41° 29′ 39″ N, 1° 14′ 17″ E / 41.494115°N,1.237954°E | RI-51-0006629 | Castell de Forès · Vegeu més fotos d'aquest monument · Carregueu una nova foto d'aquest monument                                               |
| Castell de Llorac                                                                              | BCIN 996-MH       | Obra popular Medieval                                                               | Llorac Camí de Savallà                                              | 41° 33′ 19″ N, 1° 18′ 22″ E / 41.555326°N,1.306025°E | RI-51-0006634 | Castell de Llorac · Vegeu més fotos d'aquest monument · Carregueu una nova foto d'aquest monument                                              |
| Castell de Rauric                                                                              | BCIN 997-MH       | Obra popular Medieval                                                               | Llorac Sense vestigis. Rauric                                       | 41° 32′ 34″ N, 1° 21′ 35″ E / 41.542864°N,1.359648°E | RI-51-0006636 | Carregueu una nova foto d'aquest monument |
| Castell de Montargull                                                                          | BCIN 998-MH       | Obra popular Medieval                                                               | Llorac Montargull Trencall de la ctra. de Rauric a Talavera         | 41° 33′ 17″ N, 1° 22′ 36″ E / 41.554760°N,1.376805°E | RI-51-0006635 | Castell de Montargull (Llorac) · Vegeu més fotos d'aquest monument · Carregueu una nova foto d'aquest monument                                 |
| Castell d'Albió                                                                                | BCIN 999-MH       | Obra popular Medieval                                                               | Llorac Turó a la part alta d'Albió                                  | 41° 33′ 56″ N, 1° 16′ 15″ E / 41.565522°N,1.270765°E | RI-51-0006638 | Castell d'Albió (Llorac) · Vegeu més fotos d'aquest monument · Carregueu una nova foto d'aquest monument                                       |
| Castell de la Cirera                                                                           | BCIN 1000-MH      | Obra popular Medieval                                                               | Llorac La Cirera                                                    | 41° 33′ 11″ N, 1° 19′ 49″ E / 41.552972°N,1.330140°E | RI-51-0006637 | Castell de la Cirera (Llorac) · Vegeu més fotos d'aquest monument · Carregueu una nova foto d'aquest monument                                  |
| Casal dels Josa, o Cal Portuguès                                                               | BCIN 161-MH       | Gòtic XIII, XVIII                                                                   | Montblanc C. Josa, 6                                                | 41° 22′ 38″ N, 1° 09′ 42″ E / 41.377115°N,1.161753°E | RI-51-0005088 | Casal dels Josa (Montblanc) · Vegeu més fotos d'aquest monument · Carregueu una nova foto d'aquest monument                                    |
| Palau del Castlà                                                                               | BCIN 1075-MH      | Gòtic tardà XVI, XVIII-XIX                                                          | Montblanc Pl. de Sant Miquel, 3                                     | 41° 22′ 33″ N, 1° 09′ 45″ E / 41.375831°N,1.162611°E | RI-51-0006644 | Palau del Castlà (Montblanc) · Vegeu més fotos d'aquest monument · Carregueu una nova foto d'aquest monument                                   |
| Castell de Prenafeta                                                                           | BCIN 1076-MH      | XII, XIII-XIV                                                                       | Montblanc Prenafeta                                                 | 41° 22′ 35″ N, 1° 13′ 58″ E / 41.376428°N,1.232743°E | RI-51-0006645 | Castell de Prenafeta (Montblanc) · Vegeu més fotos d'aquest monument · Carregueu una nova foto d'aquest monument                               |
| Església de Santa Maria la Major, o Església arxiprestal de Santa Maria la Major               | BCIN 1906-MH-EN   | Gòtic, barroc XIV, XVII                                                             | Montblanc Pl. de Santa Maria                                        | 41° 22′ 38″ N, 1° 09′ 41″ E / 41.377349°N,1.161469°E | RI-51-0007215 | Església de Santa Maria la Major (Montblanc) · Vegeu més fotos d'aquest monument · Carregueu una nova foto d'aquest monument                   |
| Conjunt històric de Montblanc, abans Duesaigües, Vila-salva                                    | BCIN 1953-CH      | Gòtic, renaixement, barroc Medieval-XXI                                             | Montblanc Pl. Major i voltants                                      | 41° 22′ 35″ N, 1° 09′ 41″ E / 41.37651°N,1.16148°E   | RI-53-0000014 | Montblanc · Vegeu més fotos d'aquest monument · Carregueu una nova foto d'aquest monument                                                      |
| Recinte emmurallat de Montblanc                                                                | BCIN 1967-MH      | XIV                                                                                 | Montblanc                                                           | 41° 22′ 30″ N, 1° 09′ 48″ E / 41.375029°N,1.163341°E | RI-51-0006643 | Recinte emmurallat de Montblanc · Vegeu més fotos d'aquest monument · Carregueu una nova foto d'aquest monument                                |
| Molins de la Vila, Molí de la Volta o Molí Gran, i Molí Xic                                    | BCIN 1981-MH-EN   | Gòtic XIII                                                                          | Montblanc Camí que surt de la carretera de Prenafeta                | 41° 22′ 30″ N, 1° 10′ 38″ E / 41.375062°N,1.177239°E | RI-51-0010998 | Molins de la Vila (Montblanc) · Vegeu més fotos d'aquest monument · Carregueu una nova foto d'aquest monument                                  |
| Església de Sant Francesc i restes de l'antic convent                                          | BCIN 4157-MH      | Gòtic XIII                                                                          | Montblanc Muralla de Sant Francesc                                  | 41° 22′ 27″ N, 1° 09′ 46″ E / 41.374288°N,1.162641°E | IPA-12815     | Església de Sant Francesc (Montblanc) · Vegeu més fotos d'aquest monument · Carregueu una nova foto d'aquest monument                          |
| Castell de Passanant                                                                           | BCIN 1209-MH      | Obra popular XII-XIII                                                               | Passanant i Belltall C. Raval del Castell                           | 41° 31′ 56″ N, 1° 11′ 45″ E / 41.532144°N,1.195901°E | RI-51-0006660 | Castell de Passanant (Passanant i Belltall) · Vegeu més fotos d'aquest monument · Carregueu una nova foto d'aquest monument                    |
| Castell de Glorieta                                                                            | BCIN 1210-MH      | Romànic XIV                                                                         | Passanant i Belltall Glorieta                                       | 41° 31′ 12″ N, 1° 12′ 18″ E / 41.520031°N,1.204877°E | RI-51-0006661 | Castell de Glorieta (Passanant i Belltall) · Vegeu més fotos d'aquest monument · Carregueu una nova foto d'aquest monument                     |
| Castell de la Sala                                                                             | BCIN 1211-MH      | Romànic XII-XIV                                                                     | Passanant i Belltall La Sala de Comalats                            | 41° 31′ 08″ N, 1° 13′ 03″ E / 41.518983°N,1.217598°E | RI-51-0006662 | Castell de la Sala (Passanant i Belltall) · Vegeu més fotos d'aquest monument · Carregueu una nova foto d'aquest monument                      |
| Castell de Biure                                                                               | BCIN 1237-MH      | Romànic, historicisme XIX-XX                                                        | Les Piles Biure                                                     | 41° 29′ 25″ N, 1° 21′ 06″ E / 41.490317°N,1.351548°E | RI-51-0006674 | Castell de Biure (les Piles) · Vegeu més fotos d'aquest monument · Carregueu una nova foto d'aquest monument                                   |
| Castell de les Piles                                                                           | BCIN 1238-MH      | Obra popular Medieval, XVIII                                                        | Les Piles C. de Dalt, 8                                             | 41° 30′ 14″ N, 1° 20′ 31″ E / 41.504027°N,1.341810°E | RI-51-0006675 | Castell de les Piles · Vegeu més fotos d'aquest monument · Carregueu una nova foto d'aquest monument                                           |
| Castell de Guialmons                                                                           | BCIN 1239-MH      | Obra popular Medieval                                                               | Les Piles Guialmons                                                 | 41° 30′ 44″ N, 1° 21′ 56″ E / 41.512262°N,1.365651°E | RI-51-0006676 | Castell de Guialmons (les Piles) · Vegeu més fotos d'aquest monument · Carregueu una nova foto d'aquest monument                               |
| Castell de Sant Gallard                                                                        | BCIN 1240-MH      | Obra popular Medieval                                                               | Les Piles Sant Gallard                                              | 41° 30′ 47″ N, 1° 23′ 27″ E / 41.513135°N,1.390954°E | RI-51-0006677 | Castell de Sant Gallard (les Piles) · Vegeu més fotos d'aquest monument · Carregueu una nova foto d'aquest monument                            |
| Escut de Cal Celdoni                                                                           | BCIN 3887-MH      | Barroc XVIII                                                                        | Pira C. Doctor Robert, 8                                            | 41° 25′ 23″ N, 1° 12′ 13″ E / 41.423100°N,1.203700°E | RI-51-0012051 | Carregueu una nova foto d'aquest monument |
| Castell de Santa Perpètua de Gaià                                                              | BCIN 1426-MH      | Preromànic, romànic X, XI-XIII                                                      | Pontils Santa Perpètua de Gaià                                      | 41° 27′ 46″ N, 1° 23′ 30″ E / 41.462752°N,1.391544°E | RI-51-0006721 | Castell de Santa Perpètua de Gaià (Pontils) · Vegeu més fotos d'aquest monument · Carregueu una nova foto d'aquest monument                    |
| Castell de Pontils                                                                             | BCIN 1427-MH      | Medieval                                                                            | Pontils Corriol que surt del cementiri de Pontils                   | 41° 28′ 47″ N, 1° 23′ 08″ E / 41.479673°N,1.385548°E | RI-51-0006723 | Castell de Pontils · Vegeu més fotos d'aquest monument · Carregueu una nova foto d'aquest monument                                             |
| Castell de Vallespinosa                                                                        | BCIN 1428-MH      | XII-XIII                                                                            | Pontils Camí que surt del poble de Vallespinosa                     | 41° 26′ 40″ N, 1° 20′ 54″ E / 41.444574°N,1.348272°E | RI-51-0006724 | Castell de Vallespinosa (Pontils) · Vegeu més fotos d'aquest monument · Carregueu una nova foto d'aquest monument                              |
| Castell de Seguer                                                                              | BCIN 1429-MH      | XVII                                                                                | Pontils Seguer                                                      | 41° 26′ 34″ N, 1° 24′ 18″ E / 41.442802°N,1.405026°E | RI-51-0006725 | Castell de Seguer (Pontils) · Vegeu més fotos d'aquest monument · Carregueu una nova foto d'aquest monument                                    |
| Castell de Montclar                                                                            | BCIN 1435-MH      | Medieval                                                                            | Pontils Camí que surt del poble de Biure                            | 41° 28′ 04″ N, 1° 20′ 48″ E / 41.467736°N,1.346558°E | RI-51-0006722 | Castell de Montclar (Pontils) · Vegeu més fotos d'aquest monument · Carregueu una nova foto d'aquest monument                                  |
| Castell de Rocafort                                                                            | BCIN 1393-MH      | Obra popular XX                                                                     | Rocafort de Queralt C. Enric Bonet i Fabra                          | 41° 28′ 44″ N, 1° 16′ 54″ E / 41.478910°N,1.281554°E | RI-51-0006702 | Castell de Rocafort (Rocafort de Queralt) · Vegeu més fotos d'aquest monument · Carregueu una nova foto d'aquest monument                      |
| Celler Cooperatiu, o Celler de la Societat Agrícola                                            | BCIN 1955-MH      | Modernisme Cèsar Martinell XX (1918, 1931, 1947)                                    | Rocafort de Queralt Av. Catalunya, 37                               | 41° 28′ 32″ N, 1° 16′ 54″ E / 41.475457°N,1.281570°E | RI-51-0010774 | Celler Cooperatiu (Rocafort de Queralt) · Vegeu més fotos d'aquest monument · Carregueu una nova foto d'aquest monument                        |
| Església de Santa Maria de Bell-lloc, o Església de la Mercè                                   | BCIN 185-MH       | Romànic, gòtic, barroc XIII, XIV, XVII                                              | Santa Coloma de Queralt Pg. Mn. Joan Segura - c. del Pou de Gel     | 41° 31′ 44″ N, 1° 23′ 09″ E / 41.528964°N,1.385839°E | RI-51-0001161 | Església de Santa Maria de Bell-lloc (Santa Coloma de Queralt) · Vegeu més fotos d'aquest monument · Carregueu una nova foto d'aquest monument |
| Castell d'Aguiló                                                                               | BCIN 1398-MH      | XII-XIII                                                                            | Santa Coloma de Queralt Aguiló                                      | 41° 33′ 10″ N, 1° 25′ 08″ E / 41.552908°N,1.419006°E | RI-51-0006719 | Castell d'Aguiló (Santa Coloma de Queralt) · Vegeu més fotos d'aquest monument · Carregueu una nova foto d'aquest monument                     |
| Castell de Santa Coloma                                                                        | BCIN 1424-MH      | Romànic, gòtic, renaixament XI-XII, XVI-XVII, XVIII-XIX                             | Santa Coloma de Queralt Pl. del Castell                             | 41° 31′ 59″ N, 1° 23′ 02″ E / 41.533160°N,1.383782°E | RI-51-0006717 | Castell de Santa Coloma (Santa Coloma de Queralt) · Vegeu més fotos d'aquest monument · Carregueu una nova foto d'aquest monument              |
| Recinte emmurallat                                                                             | BCIN 1425-MH      | XIV-XV                                                                              | Santa Coloma de Queralt Pg. de la Muralla                           | 41° 31′ 54″ N, 1° 22′ 58″ E / 41.531702°N,1.382888°E | RI-51-0006718 | Recinte emmurallat (Santa Coloma de Queralt) · Vegeu més fotos d'aquest monument · Carregueu una nova foto d'aquest monument                   |
| Nucli de Santa Coloma de Queralt                                                               | BCIN 1909-CH      | XIV-XXI                                                                             | Santa Coloma de Queralt Plaça Major i voltants                      | 41° 31′ 56″ N, 1° 23′ 02″ E / 41.53225°N,1.38388°E   | RI-53-0000115 | Nucli de Santa Coloma de Queralt · Vegeu més fotos d'aquest monument · Carregueu una nova foto d'aquest monument                               |
| Castell de Savallà                                                                             | BCIN 1550-MH      | Obra popular, gòtic tardà XV-XVI                                                    | Savallà del Comtat C. del Castell                                   | 41° 32′ 37″ N, 1° 17′ 57″ E / 41.543732°N,1.299043°E | RI-51-0006726 | Castell de Savallà (Savallà del Comtat) · Vegeu més fotos d'aquest monument · Carregueu una nova foto d'aquest monument                        |
| Castell de Segura                                                                              | BCIN 1551-MH      | Romànic XII                                                                         | Savallà del Comtat C. del Castell, Segura                           | 41° 32′ 40″ N, 1° 15′ 56″ E / 41.544575°N,1.265571°E | RI-51-0006727 | Castell de Segura (Savallà del Comtat) · Vegeu més fotos d'aquest monument · Carregueu una nova foto d'aquest monument                         |
| Castell de Solivella                                                                           | BCIN 1575-MH      | XV-XVI                                                                              | Solivella Pl. del Castell                                           | 41° 27′ 26″ N, 1° 10′ 36″ E / 41.457188°N,1.176635°E | RI-51-0006729 | Castell de Solivella · Vegeu més fotos d'aquest monument · Carregueu una nova foto d'aquest monument                                           |
| Castell de Vallclara                                                                           | BCIN 1710-MH      | Romànic, gòtic XII-XIII                                                             | Vallclara Partida del Castell, la Roca Grossa                       | 41° 22′ 36″ N, 0° 58′ 49″ E / 41.376633°N,0.980344°E | RI-51-0006768 | Castell de Vallclara · Vegeu més fotos d'aquest monument · Carregueu una nova foto d'aquest monument                                           |
| Castell de Vallfogona                                                                          | BCIN 1714-MH      | XII-XIII, XV-XVI                                                                    | Vallfogona de Riucorb Pl. de l'Església                             | 41° 33′ 47″ N, 1° 14′ 09″ E / 41.563190°N,1.235892°E | RI-51-0006769 | Castell de Vallfogona (Vallfogona de Riucorb) · Vegeu més fotos d'aquest monument · Carregueu una nova foto d'aquest monument                  |
| Monestir de Santa Maria de Poblet                                                              | PH BCIN 240-MH-EN | Romànic, gòtic, renaixement, barroc, neoclassicisme XII-XIII, XIV, XVI, XVII, XVIII | Vimbodí i Poblet Poblet                                             | 41° 22′ 51″ N, 1° 04′ 59″ E / 41.380696°N,1.083126°E | RI-51-0000197 | Monestir de Santa Maria de Poblet (Vimbodí i Poblet) · Vegeu més fotos d'aquest monument · Carregueu una nova foto d'aquest monument           |
| Castell de Milmanda, o Granja de Milmanda                                                      | BCIN 1822-MH      | Gòtic, obra popular XIV-XV                                                          | Vimbodí i Poblet Camí de Milmanda                                   | 41° 23′ 50″ N, 1° 04′ 29″ E / 41.397300°N,1.074767°E | RI-51-0006803 | Castell de Milmanda (Vimbodí i Poblet) · Vegeu més fotos d'aquest monument · Carregueu una nova foto d'aquest monument                         |
| Castell de Riudabella, o Granja de Riudabella                                                  | BCIN 1823-MH      | Historicisme XIX                                                                    | Vimbodí i Poblet Carretera a Poblet                                 | 41° 22′ 21″ N, 1° 02′ 34″ E / 41.372567°N,1.042797°E | RI-51-0006802 | Castell de Riudabella (Vimbodí i Poblet) · Vegeu més fotos d'aquest monument · Carregueu una nova foto d'aquest monument                       |

## Patrimoni arqueològic
Deu jaciments de Montblanc estan inscrits com a Patrimoni de la Humanitat com a part de l'art rupestre de l'arc mediterrani de la península Ibèrica.
| Monument                                                              | Protecció       | Estil/època                                                                                              | Localització                                                           | Coordenades                                          | Codi?         | Imatge                                                                            |
| --------------------------------------------------------------------- | --------------- | --- | ---------------------------------------------------------------------- | ---------------------------------------------------- | ------------- | --------------------------------------------------------------------------------- |
| Cova de les Creus                                                     | PH BCIN 1987-ZA | Cova natural amb representació gràfica, pintura Bronze? (-1800/-650)                                     | Montblanc Barranc de les Escometes                                     | 41° 19′ 26″ N, 1° 05′ 46″ E / 41.323943°N,1.096142°E | RI-55-0000338 | Carregueu una nova foto d'aquest monument                                         |
| Mas d'en Carles                                                       | PH BCIN 1988-ZA | Abrics i similars amb representació gràfica, pintura Des de Neolític? a Bronze? (-5500/-650)             | Montblanc Cingles de Mas d'en Gran, barranc del Pirro                  | 41° 19′ 53″ N, 1° 06′ 03″ E / 41.331341°N,1.100951°E | RI-55-0000339 | Carregueu una nova foto d'aquest monument                                         |
| Britus II, Mas d'en Britus II                                         | PH BCIN 1989-ZA | Abrics i similars amb representació gràfica, pintura Bronze? (-1800/-650)                                | Montblanc Marge esquerre del barranc del Pirro                         | 41° 19′ 25″ N, 1° 06′ 24″ E / 41.323745°N,1.106789°E | RI-55-0000337 | Carregueu una nova foto d'aquest monument                                         |
| Mas del Gran                                                          | PH BCIN 1990-ZA | Abrics i similars amb representació gràfica, pintura Des de Neolític? a Bronze? (-5500/-650)             | Montblanc Barranc del Pirro                                            | 41° 19′ 46″ N, 1° 06′ 08″ E / 41.329526°N,1.102195°E | RI-55-0000340 | Carregueu una nova foto d'aquest monument                                         |
| Abric de la Baridana I, Cova del Botó                                 | PH BCIN 1991-ZA | Abrics i similars amb representació gràfica, pintura Bronze? (-1800/-650)                                | Montblanc Barranc del Pirro o de la Baridana                           | 41° 20′ 06″ N, 1° 05′ 39″ E / 41.335125°N,1.094180°E | RI-55-0000331 | Carregueu una nova foto d'aquest monument                                         |
| El Portell de les Lletres                                             | PH BCIN 1992-ZA | Abrics i similars amb representació gràfica, pintura Bronze? (-1800/-650)                                | Montblanc Barranc del Llort                                            | 41° 21′ 11″ N, 1° 06′ 43″ E / 41.353019°N,1.111998°E | RI-55-0000342 | El Portell de les Lletres (Montblanc) · Carregueu una nova foto d'aquest monument |
| Mas d'en Ramon d'en Bessó                                             | PH BCIN 1993-ZA | Abrics i similars amb representació gràfica, pintura Des de Neolític a Bronze (-5500/-650)               | Montblanc Barranc del Llort, prop de l'antic mas d'en Ramon d'en Bessó | 41° 21′ 13″ N, 1° 06′ 20″ E / 41.353652°N,1.105663°E | RI-55-0000343 | Mas d'en Ramon d'en Bessó (Montblanc) · Carregueu una nova foto d'aquest monument |
| Mas d'en Llort                                                        | PH BCIN 1994-ZA | Abrics i similars amb representació gràfica, pintura Des de Neolític a Bronze (-5500/-650)               | Montblanc Barranc del Llort                                            | 41° 21′ 11″ N, 1° 06′ 43″ E / 41.352933°N,1.111954°E | RI-55-0000341 | Carregueu una nova foto d'aquest monument                                         |
| Britus I, Mas d'en Britus I                                           | PH BCIN 2007-ZA | Cova natural amb representació gràfica, pintura Bronze? (-1800/-650)                                     | Montblanc Barranc del Pirro, prop de l'antic Mas d'en Britus           | 41° 19′ 21″ N, 1° 06′ 25″ E / 41.322558°N,1.107079°E | RI-55-0000336 | Carregueu una nova foto d'aquest monument                                         |
| Abric de la Baridana II                                               | PH BCIN 2008-ZA | Cova natural amb representació gràfica, pintura Des de Bronze? a Medieval (-1800/1492)                   | Montblanc Barranc del Pirro o de la Baridana                           | 41° 20′ 06″ N, 1° 05′ 38″ E / 41.334967°N,1.093750°E | RI-55-0000332 | Carregueu una nova foto d'aquest monument                                         |
| Britus III                                                            | BCIN 3919-ZA    | Abrics i similars amb representació gràfica, pintura Bronze? (-1800/-650)                                | Montblanc Marge esquerre del barranc del Pirro                         | 41° 19′ 22″ N, 1° 06′ 25″ E / 41.322721°N,1.106835°E | IPAPC-14639   | Carregueu una nova foto d'aquest monument                                         |
| Mas d'en Roquerol                                                     | BCIN 3949-ZA    | Abrics i similars amb representació gràfica, pintura Des de Bronze Antic a Bronze Final III (-1800/-650) | Montblanc                                                              | 41° 19′ 13″ N, 1° 04′ 10″ E / 41.320299°N,1.069506°E | IPAPC-9492    | Carregueu una nova foto d'aquest monument                                         |
| Abric de la Daixa, Britus de Dalt                                     | BCIN ZA         | Abrics i similars amb representació gràfica, pintura Des de Calcolític? a Bronze? (-2200/-650)           | Montblanc                                                              | 41° 19′ 26″ N, 1° 06′ 25″ E / 41.323766°N,1.106898°E | IPAPC-14646   | Carregueu una nova foto d'aquest monument                                         |
| Barranc del Mas Torrent, o barranc del Mal Torrent, barranc del Povet | BCIN 3951-ZA    | Abrics i similars amb representació gràfica, pintura Bronze (-1800/-650)                                 | Vilaverd Marge dret del barranc del Mas Torrent                        | 41° 18′ 47″ N, 1° 09′ 04″ E / 41.313026°N,1.151168°E | IPAPC-9493    | Carregueu una nova foto d'aquest monument                                         |

A més, alguns monuments històrics estan inclosos també en l'Inventari del Patrimoni Arqueològic i Paleontològic de Catalunya (IPAPC) per tenir protegit igualment el seu subsol o l'entorn.